# Pieter Heerema

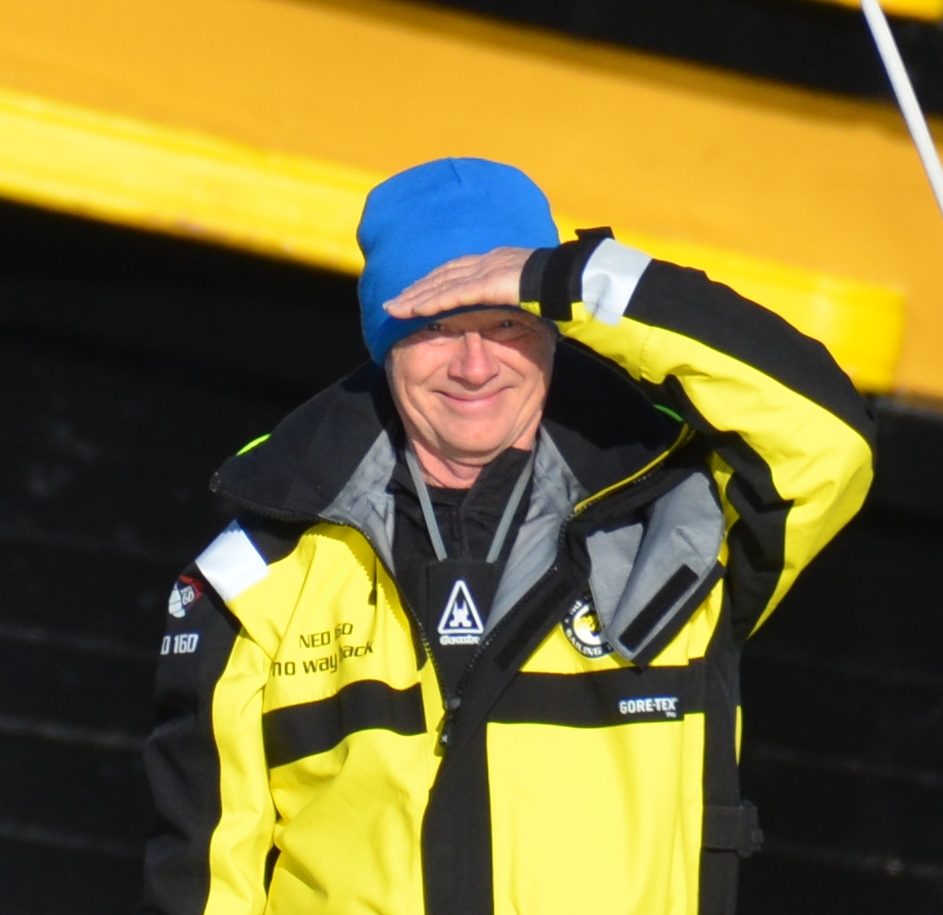
Pieter Heerema voor zijn vertrek in de Vendée Globe 2016-2017

Pieter Hugo Heerema (Maracaibo, 6 juni 1951) is een Nederlands ondernemer en zeiler.
Op elfjarige leeftijd kwam Heerema met zijn familie vanuit Venezuela, via Canada, naar Nederland. Hij studeerde aan de Technische Universiteit Delft en bouwde met drie van zijn vier broers het door zijn vader Pieter Schelte Heerema opgerichte offshorebedrijf uit tot de Heerema Groep. Hij kocht na een lange interne strijd zijn broers uit en bouwde het bedrijf verder uit. Heerema leende in 2010 Spyker Cars, van zijn voormalig werknemer en zakenpartner Victor Muller, 18 miljoen euro voor de overname van Saab Automobile maar trok zich in 2011 terug.
Heerema zeilde in de 470, Yngling en later de J22 en J24. Vanaf de jaren 90 richtte hij zich op solozeilen en voer in de Draak en RC44. Hij was de eerste Nederlander die de Vendée Globe voltooide en finishte in de Vendée Globe 2016-2017 als zeventiende. Hiervoor kreeg hij de Conny van Rietschoten Trofee 2017.